# Lyrochvostovití
Lyrochvostovití (Menuridae) je malá čeleď primitivních zpěvných ptáků s jediným rodem lyrochvost (Menura) se dvěma druhy. Žijí pouze v Austrálii.

## Fylogeneze a taxonomie
Lyrochvosti jsou první vývojovou větví zpěvných ptáků, která se oddělila po jejich rozštěpení od křikavých. Spolu s dalšími primitivními větvemi jsou řazeni do parafyletické skupiny parakorvidů. Jejich sesterskou skupinou jsou křováčkovití (Atrichornithidae).

## Druhy
- lyrochvost Albertův (Menura alberti) – žije pouze v malé oblasti tropických deštných lesů v Novém jižním Walesu a Queenslandu v Austrálii. Obě populace čítají v současné době méně než 800 párů a nadále klesají.[2]
- lyrochvost nádherný (M. novaehollandiae) – na rozdíl od předchozího druhu není tolik ohrožen, ve vhodných biotopech ve svém areálu je stále hojný.[3]